# Muerte sin fin
Muerte sin fin es un poema del poeta tabasqueño José Gorostiza publicado por primera vez en 1939.

## Resumen
Andrew P. Debecki así resume el largo poema:

Empieza presentando e interpretando sus símbolos centrales; el protagonista se identifica a sí y a la materia informe con el agua, que anhela y finalmente descubre el vaso. Este vaso viene a simbolizar la forma, Dios y las fuerzas organizadoras del mundo. Su hallazgo parece representar primero una gozosa justificación de la existencia. Pero poco a poco, y de manera cada vez más obvia, este vaso resulta ser inadecuado; aunque le da forma a la materia, no es una fuerza superior omnipotente, y depende a su vez de la realidad material. La materia queda otra vez sola. Luego, cuando el protagonista trata de aislar la forma, ésta se le desvanece, negando todo sistema ordenado de la existencia y arrastrando el mundo a su muerte. La última parte del poema encarna vivamente la destrucción que ocurre cuando se revela la ausencia del poder organizador. Se nos muestra una evolución Darwiniana al revés, en la que la materia, desprovista de gobierno, se reduce a la nada. El libro acaba con una descripción a la vez burlona y escalofriante de lo que queda: la muerte y el Diablo.
La poesía de José Gorostiza

## Presentación
Es el poema más importante de la escasa obra de este destacado poeta perteneciente al grupo de los Contemporáneos. Se afirma que la génesis de este poema se encuentra en el titulado Primero sueño, de la poetisa jerónima sor Juana Inés de la Cruz, por quien el poeta sentía gran admiración, tal como lo hicieron otros grandes poetas tales como Xavier Villaurrutia y Jorge Cuesta. Aunque podemos encontrar algunas similitudes entre ambos poemas, Muerte sin fin resulta menos optimista y sor Juana se ve más como vigía. Ambos gustan del giro "en fin" y "por fin".
El poema de Gorostiza, aunque muy hermoso tiene mucho de indescifrable, y son varios eruditos los que han recurrido a formas no ortodoxas para abrirlo y estudiarlo, incluso trazando un paralelismo con la “Muerte de Dios”, de Friedrich Nietzsche. Una diferencia importante es que Gorostiza empieza con versículos de la Biblia, tomados del libro de los Proverbios, y utilizándolos como epígrafe.

## Influencias en la música
Varios compositores de música de concierto han recibido la poderosa influencia de este poema, por su complejidad métrica y tonal, y por la vastedad de sus alcances figurativos, que rozan la filosofía. Entre estos compositores se encuentran el mexicano-alemán Gerhart Muench y el español Mauricio Sotelo, quien además ve en Sor Juana, en Gorostiza y en Rulfo, representantes de un alta cultura mexicana, pero también en José Alfredo Jiménez y en las tradiciones populares donde se encuentra un ancestral pasmo y enamoramiento de la muerte. De esto mismo también pueden encontrarse rastros en poetas tan disímbolos y separados en el tiempo como Xavier Villaurrutia y Netzahualcóyotl y Tecayehuatzin, hilo conductor del libro Resonancias del abismo como nación (UNAM, 2021), de Gabriel Pareyón.
La musicóloga Susana González Aktories ha publicado, además, un interesante estudio acerca de Muerte sin fin como analogía de una fuga musical. Muchos aspectos fascinantes en este poema, de orden simétrico, siguen siendo de gran interés para el pensamiento musical.

## Estudios
Alberto Pérez-Amador Adam: “El triunfo del demiurgo. Acerca de Muerte sin fin de José Gorostiza”, en Anales del Instituto de Investigaciones Estéticas 77 (2000): 189-210. (Pdf en red: http://www.analesiie.unam.mx/pdf/77_189-210.pdf )